# Pí (písmeno)

Pí — majuskulní i minuskulní varianta

Pí (majuskulní podoba Π, minuskulní podoba π případně ϖ, řecký název πῖ) je šestnácté písmeno řecké abecedy. V řecké číselné soustavě reprezentuje hodnotu 80.

## Použití
Velké písmeno 'Π' se používá jako symbol pro:
- násobení v matematice (v systému Unicode je ovšem pro tento účel zvláštní znak Π)

Malé písmeno 'π' se používá jako symbol pro:
- konstantu udávající poměr obvodu kruhu k jeho průměru v matematice, také nazývanou Ludolfovo číslo či „číslo pí“
- prvočíselnou funkci udávající počet prvočísel menších než daná mez v teorii čísel v matematice
- osmotický tlak v chemii
- částici pion ve fyzice

## Reprezentace v počítači
V Unicode je podporováno
- jak majuskulní pí (Π)
  - U+03A0 GREEK CAPITAL LETTER PI
- tak minuskulní pí (π resp. ϖ)
  - U+03C0 GREEK SMALL LETTER PI
  - U+03D6 GREEK PI SYMBOL

V HTML je možné zapsat tyto znaky pomocí jejich Unicode čísla:
- &#928; Π respektive,
- &#960; π respektive,
- &#982 ϖ respektive,
- varianty minuskulní podoby HTML entity &pi; π.

Majuskulní podobu je také možné zapsat:
- pomocí entity &Pi; Π,
- pomocí entity &varpi; ϖ, je-li uvedena v hlavičce SGML dokumentu.

V prostředí LaTeXu je možné použít příkazy \pi a \varpi pro minuskulní varianty a příkaz \Pi pro majuskulní variantu.